# Conselho Nacional de Desenvolvimento Industrial
O Conselho Nacional de Desenvolvimento Industrial (CNDI), criado pelo art. 18 da Lei Federal nº 11.080, de 30 de dezembro de 2004 é o órgão colegiado brasileiro responsável pela elaboração e apresentação de políticas nacionais e medidas específicas destinadas a promover o desenvolvimento industrial do País para o Presidente da República do Brasil.

## História
Em 2004, o Governo Federal promulgou um conjunto de leis estabelecendo o marco regulatório para a Política Industrial, Tecnológica e de Comércio Exterior (PITCE), que buscava consolidar uma agenda de desenvolvimento para o Brasil. A criação do Conselho Nacional de Desenvolvimento Industrial (CNDI) foi um dos resultados iniciais da PITCE.
Após passar oito anos desativado, medida adotada pelo então presidente Michel Temer e mantida pelo seu sucessor, desde abril de 2023, o CNDI voltou a ser instalado em razão da proposta de nova política industrial que vem sendo anunciada pelo Governo Lula desde sua posse em 1º de janeiro de 2023 para conter os efeitos da desindustrialização no Brasil que vem ocorrendo desde o início da década de 1990.
O CNDI vem se destacando pelo fato de ser o órgão governamental que elaborou o plano Nova Indústria Brasil (NIB) destinada à implantação de uma nova política industrial visando a contenção da desindustrialização brasileira e a promoção de sua reindustrialização, denominada por estudiosos e agentes públicos também como neoindustrialização.

## Estrutura organizacional

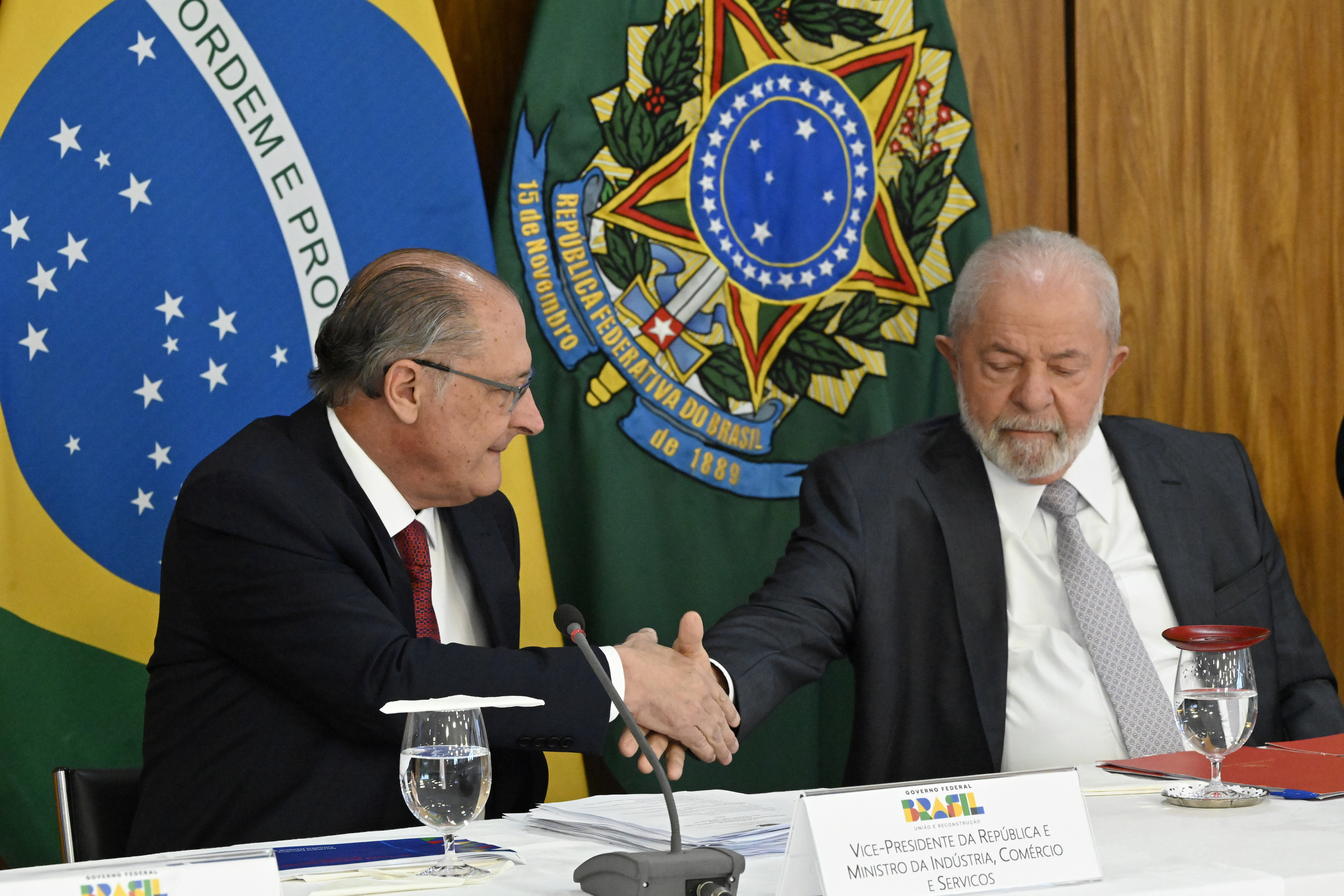
Vice Presidente da república Geraldo Alckmin e o Presidente Luiz Inácio Lula da Silva durante a reativação do CNDI em julho de 2023, em Brasília.

Este Conselho é integrado por 42 membros que estão estruturados sob uma composição bipartite que reúne representantes governamentais (21 conselheiros) e não-governamentais (21 conselheiros), compostas por representantes do setor empresarial vinculado às cadeias produtivas industriais e de representantes de trabalhadores na indústria.
O CNDI é o colegiado competente para a aprovação das diretrizes para a implementação da política industrial, para apreciação de propostas sobre o planejamento de médio e longo prazos para o desenvolvimento industrial do País, sobre o aumento da resiliência das cadeias produtivas nacionais e da capacidade tecnológica e de inovação do setor produtivo brasileiro, sobre o fomento e o desenvolvimento da economia verde e estratégias de descarbonização dos setores produtivos do País, entre outras atribuições. Estas atribuições são exercidas por meio de atos administrativos normativos chamados de resoluções.

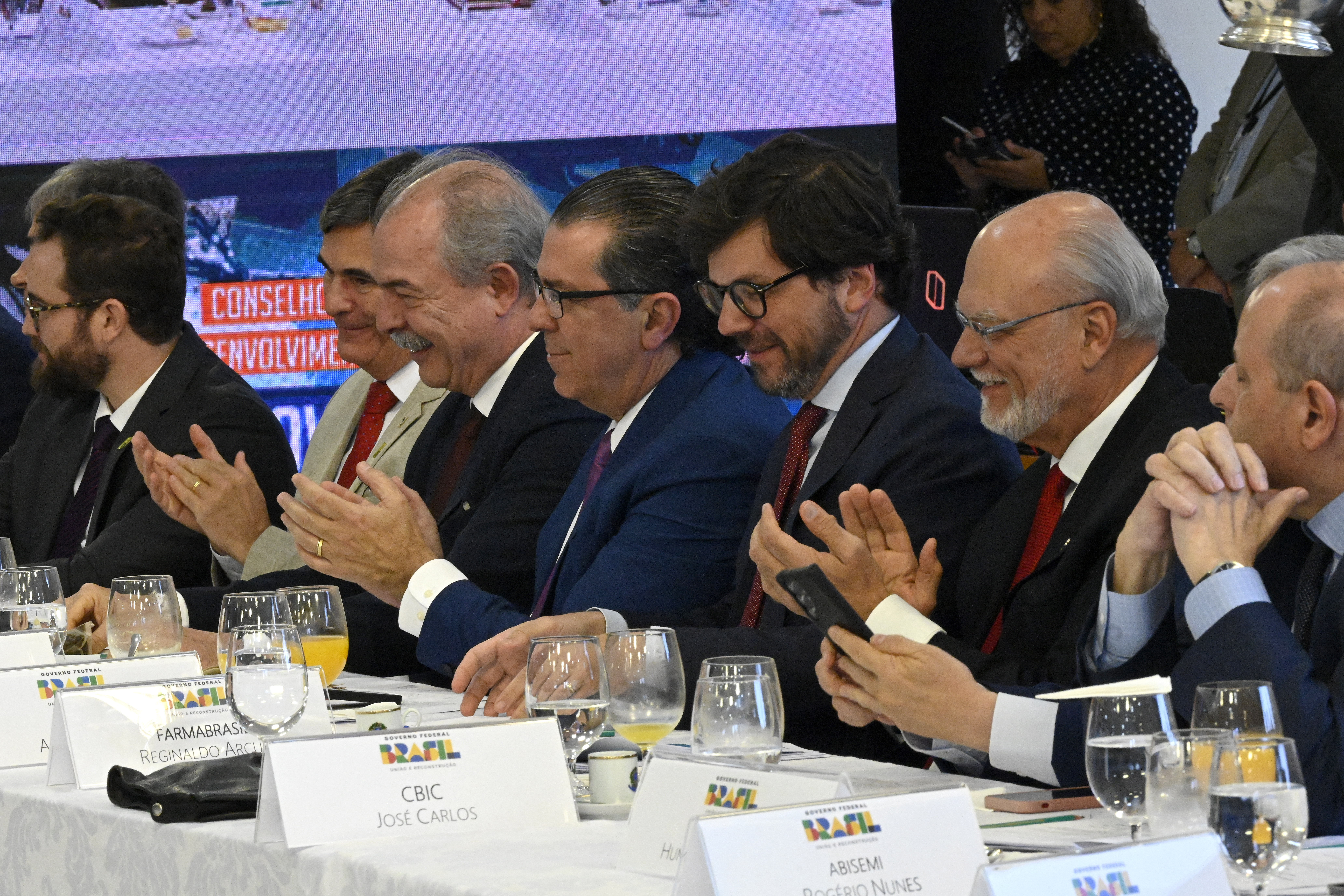
Conselheiros governamentais, sindicais e do empresariado durante a reativação do CNDI em 2023.

O CNDI se reúne ordinariamente em Brasília e suas decisões se dão por meio de resoluções aprovadas pela maioria de seus conselheiros que atuam em caráter gratuito, sem receber jetons e outras formas de remuneração, por serem "prestação de serviço público relevante, não remunerada", conforme previsão contida no art. 11 do decreto que regulamenta o Conselho.

## Membros não-governamentais notáveis

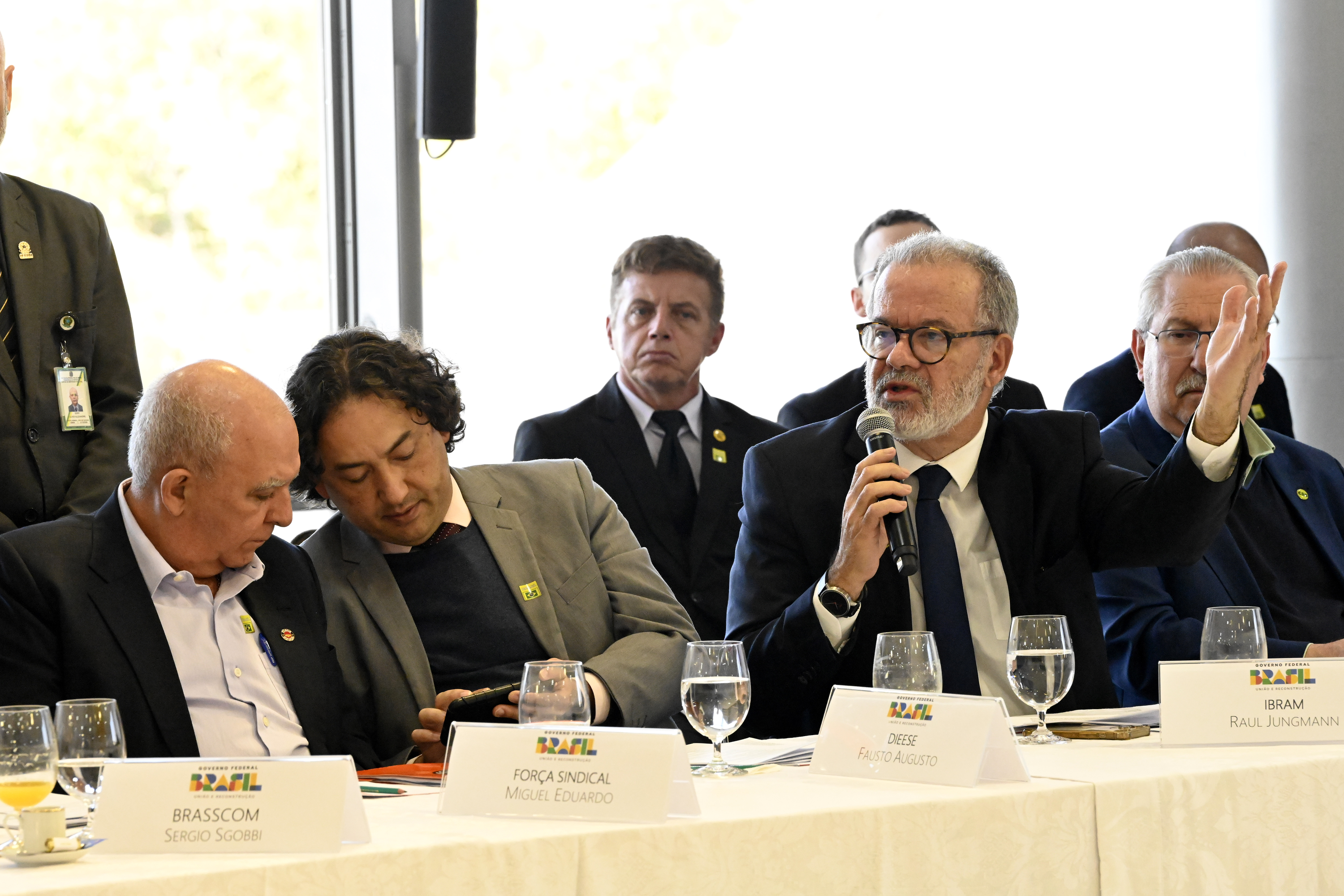
Conselheiros do CNDI se manifestando em reunião do CNDI.

- Guilherme C. Gerdau Johannpeter (representante do Instituto de Estudos para o Desenvolvimento Industrial);
- Evandro Gussi (presidente da União da Indústria de Cana-de-Açúcar e Bioenergia);
- Raul Jungmann (presidente do Instituto Brasileiro de Mineração);
- Francisco Gomes Neto (representante da Embraer S.A.);
- Marco Polo de Mello Lopes (presidente da Instituto Aço Brasil);
- Ricardo Alban (presidente do CNI).